# Yutmaru Sar
Yutmaru Sar to jeden ze szczytów grupy Hispar Muztagh w Karakorum. Leży w północnym Pakistanie, blisko granicy z Chinami. Jest to 88 szczyt Ziemi. 
Pierwszego wejścia dokonali M. Motegi, T. Sugimoto i M. Watanabe w 1980 r.